# S/2021 J 5
S/2021 J 5 ist einer der kleinsten äußeren Monde des Planeten Jupiter.

## Entdeckung und Benennung
S/2021 J 5 wurde am 5. September 2021 durch den Astronomen Scott S. Sheppard (University of Hawaii) auf Aufnahmen entdeckt, die mit dem 8,2-m-Reflektorteleskop am Mauna-Kea-Observatorium angefertigt wurden. Die Entdeckung wurde etwa 1½ Jahre später, nachdem genügend Daten gesammelt werden konnten, durch das Minor Planet Center am 19. Januar 2023 bekannt gegeben, der Mond erhielt die vorläufige Bezeichnung S/2021 J 5.

## Bahneigenschaften
S/2021 J 5 umläuft Jupiter in 1 Jahr 239,8 Tagen auf einer elliptischen, retrograden Umlaufbahn zwischen 18.310.900 km und 27.475.200 km Abstand zu dessen Zentrum. Die Bahnexzentrizität beträgt 0,200, die Bahn ist 163,2° gegenüber der lokalen Laplace-Ebene von Jupiter geneigt.
Der Mond ist Bestandteil der sogenannten Carme-Gruppe von Jupitermonden, die den Planeten mit Bahnhalbachsen zwischen 22,9 und 24,1 Millionen km, Bahnneigungen zwischen 164,9° und 165,5° und Bahnexzentrizitäten zwischen 0,21 und 0,27 retrograd umrunden.

## Physikalische Eigenschaften
S/2021 J 5 besitzt einen Durchmesser von etwa 2 km. Die absolute Helligkeit des Mondes beträgt 16,8 m.

## Erforschung
Der Beobachtungszeitraum von S/2021 J 5 erstreckt sich vom 5. September 2021 bis zum 15. Oktober 2022. Die Aufnahmen wurden mit dem 6,5-m-Magellan-Baade-Teleskop am Las-Campanas-Observatorium und dem 8,2-m-Reflektorteleskop am Mauna-Kea-Observatorium angefertigt; es liegen insgesamt 12 erdbasierte Beobachtungen über einen Zeitraum von 2 Jahren vor.